# Narciso de la Escosura
Narciso de la Escosura Morrogh (Valladolid, siglo XIX-Madrid, 1875) fue un periodista, político y comediógrafo español del siglo XIX, hermano del poeta del Romanticismo Patricio de la Escosura y padre del ingeniero de montes Luis de la Escosura y Coronel.
En su época fue un literato distinguido que trabajó que en la traducción y corrección de varias comedias francesas.

## Biografía
Nacido en Valladolid, era hijo del historiador Jerónimo de la Escosura y de Ana Morrogh. Fue amigo de José de Espronceda y luego se casaría con Teresa Mancha, amante de aquel; en segundas nupcias casó con la actriz Carlota Coronel, natural de Jaén.
Estuvo a mediados de los años 1860 en Filipinas como secretario de la comisión regia para el estudio de la administración de Filipinas. Fue secretario del Tribunal de Cuentas del Reino y oficial cesante del Ministerio de Gobernación de la Reina. Además ejerció como director general de Administración de la isla de Cuba a finales de la década de 1860 y fue comendador de Carlos III.
Fue condecorado en octubre de 1855 con la Orden de Isabel la Católica, en la categoría de gran cruz, junto con Benito Alejo de Gaminde por la participación que ambos tuvieron en la insurrección de marzo de 1848 en Madrid.
Falleció en la ciudad de Madrid, el 14 de febrero de 1875.

## Obra
Escribió piezas cómicas en un acto como Los dos sordos (1867) o en dos (Los penitentes blancos, 1841), y piezas más amplias, como los dramas La loca (1841), La paz de la aldea (1866) o Virtud a prueba (1868). Tradujo y adaptó también otras piezas de los franceses Bayard y Ernest Legouvé, y la Catalina Howard de Alejandro Dumas, entre otras obras.